# Бражник монгольский
Монгольский бражник (Rhagastis mongoliana) — бабочка из семейства бражников (Sphingidae). Несмотря на название, на территории Монгольской Народной Республики не встречается. Описан с перевала Nankow Pass между Китаем и "Монголией" (ныне перевал находится на севере региона Пекин близ Чанпина).

## Описание
Размах крыльев 47—63 мм. Крылья тёмные, коричневые с редкими чёрными крапинками; с небольшим светлым треугольным пятном у вершины переднего крыла; внешний край передних крыльев светлее. Задние крылья чёрно-коричневые.

## Ареал и места обитания
Распространение: Россия: юго-восток Амурской области (Архаринский район), юг Хабаровского края (на север до реки Анюй), Приморский край; Китай (Хэйлунцзян, Пекин, Шаньси, Цзянси, Аньхой, Шанхай, Чжэцзян, Фуцзянь, Хубэй, Цинхай, Сычуань, Гуандун, Гуанси, Хайнань), Корея, Япония (Хонсю, Кюсю, Цусима).
Вид встречается в широколиственных лесах, на их опушках. На юге Дальнего Востока России — довольно редкий вид.

## Биология
Бабочки активны после наступления темноты. Летят на свет. Обычно развивается в одном поколении, лёт бабочек с конца июня до начала августа, реже бабочки летают до конца августа - начала сентября.
Гусеница питается на амурском винограде, реже отмечено развитие на подмареннике, недотроге, барбарисе и др..